# El Devot del Sant Crist d'Igualada
El Devot del Sant Crist d'Igualada va ser una publicació religiosa mensual en català editada a Igualada entre els anys 1930 i 1936.

## Descripció
Portava el subtítol «Revista mensual» i també «Portaveu de la Confraria de la Minerva i del Sant Crist».
La redacció era al carrer de l'Argent, núm. 18, i l'administració al carrer de Sant Agustí, núm. 72, fins que a partir del núm. 47 (febrer 1934) es va traslladar on ja hi havia la redacció. S'imprimia als tallers de Nicolau Poncell. Tenia vuit pàgines més cobertes amb el sumari i la imatge del Sant Crist, a ratlla tirada, amb un format de 22 x 13 cm. El primer número va sortir l'abril de 1919 i l'últim, el 76, el juliol de 1936.

## Continguts
A l'article de presentació recordaven Virtus et Labor (1922-1928) una altra revista religiosa local i comentaven que Igualada «ha sigut afavorida pel Cel amb imatges portentoses que donen a la nostra pietat un caire típic local. Tals són la Mare de Déu de la Pietat i el Sant Crist ... que ha esdevingut poderós imant per atraure's el cor dels igualadins de quatre centúries, que li han professat fervent devoció ... I en aquest afer, indubtablement que ningú pot al·legar millor dret de ser-ne portaveu, que la antiquíssima Confraria de la Minerva ... Veusaquí, lectors igualadins, perquè El Devot del Sant Crist d'Igualada serà portaveu d'aquella Confraria que, al seu nom propi, ha juntat el del Sant Crist ... i que ha estampat la imatge del Crist miraculós en la pròpia bandera».
En els números extraordinaris del mes d'abril, data de la festa del Sant Crist d'Igualada, publicava il·lustracions, i també en algun altre com en el núm. 63 (juny de 1935) que reproduïa un projecte de l'arquitecte Ignasi M. Colomer i Oms. A més d'informació religiosa hi havia poesies i alguns articles sobre història, costums o indrets igualadins, però sempre vinculats a fets religiosos.
Els redactors eren Francesc M. Colomer Oms, Josep Bisbal, Amadeu Amenós i Roca, Joan Lladó i Ignasi M. Colomer Oms. També hi col·laboraven Josep Forn i Talló, Gabriel Auguet i Roset, Antoni Jorba Soler, Gabriel Castellà i Raich i Antoni Dalmau i Jover.
L'últim número es va publicar el mes de juliol de 1936, justament en esclatar la Guerra Civil.

## Localització
- Biblioteca Central d'Igualada. Plaça de Cal Font. Igualada (col·lecció completa i relligada).[cal citació]